# Zbyslava av Kiev
Zbyslava av Kiev, född 1085/90, död 1112/14, var en hertiginna av Polen, gift med hertig Boleslav III av Polen.